# 1713 Bancilhon
Az 1713 Bancilhon (ideiglenes jelöléssel 1951 SC) a Naprendszer kisbolygóövében található aszteroida. Louis Boyer fedezte fel 1951. szeptember 27-én, Algírban.